# アジェノール・デトフォウ
アジェノール・デトフォウ（ポルトガル語: Agenor Detofol、1989年12月11日 - ）は、ブラジルのサッカー選手。ポジションはゴールキーパー。

## 来歴
ブラジルの名門インテルナシオナルの下部組織で育ち、2008年にプロデビュー。約6シーズンにわたり所属していたが、出場機会に恵まれず2015年にジョインビレへと移籍をする。リーグ戦47試合に出場しシーズンを通して正GKとして活躍した。
2016年、スポルチ・レシフェへ移籍。3シーズンプレーするがレギュラーとして定着することができず、2018年の途中にグアラニーへ移籍した。約半年間の在籍期間だったが、正GKとして定着しリーグ戦17試合に出場していた。
2019年、フルミネンセへ移籍。シーズン7試合の出場に留まり、主にセカンドキーパーという立ち位置だった。
2020年、出場機会を求めてクリシューマへと移籍。24試合に出場、PKキッカーとして2ゴールと活躍する。
2021年1月17日、J2リーグ・SC相模原へ加入する事が発表された。加入後からベテラン竹重安希彦や自身の来日前までレギュラーを保っていた三浦基瑛などを抑えてレギュラーに定着したが、出場した5試合で1分5敗と状況が上向かなかったことから再び三浦にポジションを譲った。

## 個人成績
| 国内大会個人成績 | 国内大会個人成績 | 国内大会個人成績 | 国内大会個人成績 | 国内大会個人成績 | 国内大会個人成績 | 国内大会個人成績 | 国内大会個人成績 | 国内大会個人成績 | 国内大会個人成績 | 国内大会個人成績 | 国内大会個人成績 |
| 年度             | クラブ           | 背番号           | リーグ           | リーグ戦         | リーグ戦         | リーグ杯         | リーグ杯         | オープン杯       | オープン杯       | 期間通算         | 期間通算         |
| 年度             | クラブ           | 背番号           | リーグ           | 出場             | 得点             | 出場             | 得点             | 出場             | 得点             | 出場             | 得点             |
| 日本             | 日本             | 日本             | 日本             | リーグ戦         | リーグ戦         | リーグ杯         | リーグ杯         | 天皇杯           | 天皇杯           | 期間通算         | 期間通算         |
| ---------------- | ---------------- | ---------------- | ---------------- | ---------------- | ---------------- | ---------------- | ---------------- | ---------------- | ---------------- | ---------------- | ---------------- |
| 2021             | 相模原           | 1                | J2               | 5                | 0                | -                | -                |                  |                  |                  |                  |
| 通算             | 日本             | 日本             | J2               | 5                | 0                | -                | -                |                  |                  |                  |                  |
| 総通算           | 総通算           | 総通算           | 総通算           | 5                | 0                | 0                | 0                |                  |                  |                  |                  |